# Ermida de São João Evangelista

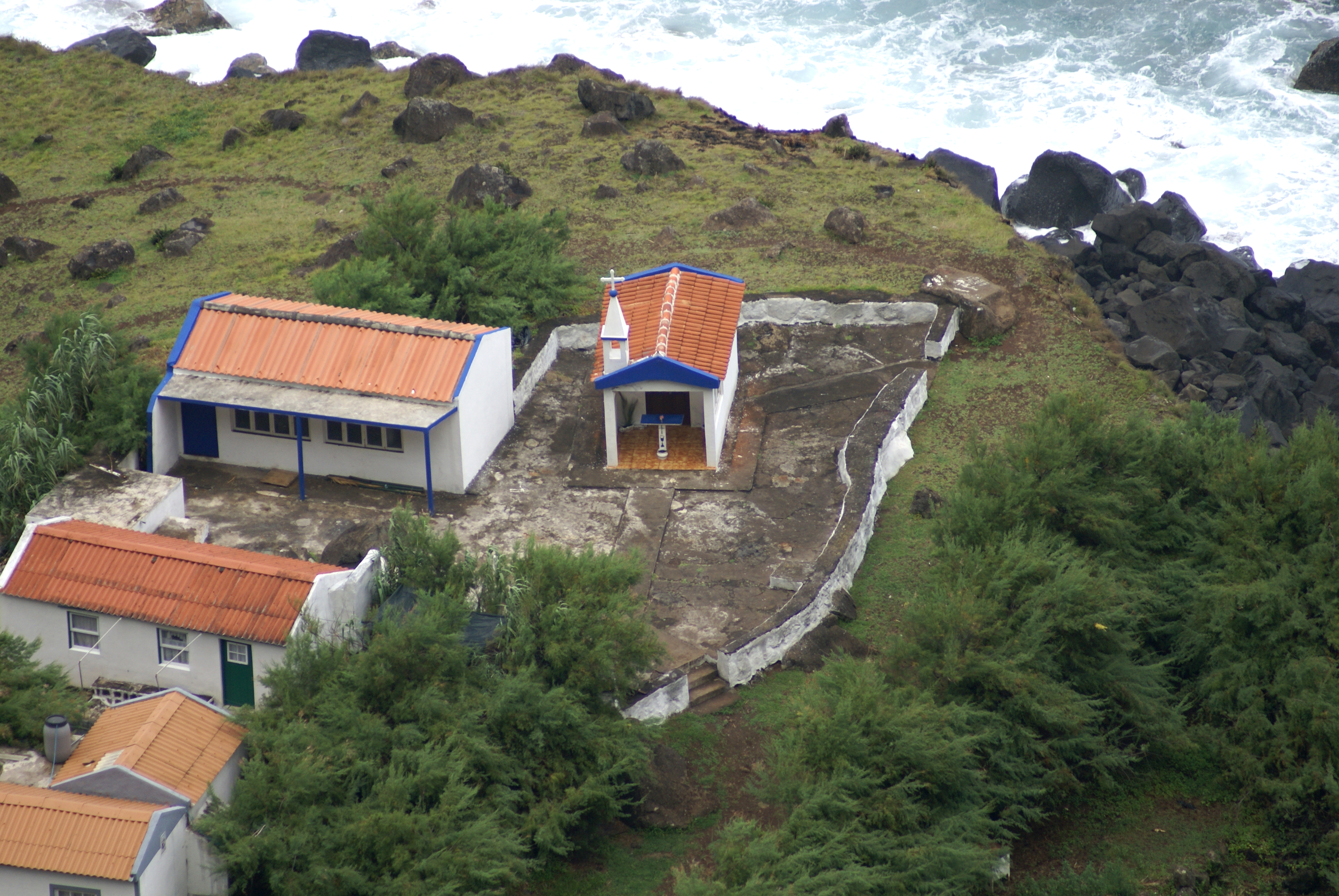
Fajã de João Dias, Ermida de São João Evangelista.

A Ermida de São João Evangelista é uma ermida Portuguesa localizada na Fajã de João Dias, concelho das Velas, ilha de São Jorge.
Esta ermida teve a sua construção em 1990 e apresenta um bom trabalho em alvenaria que foi pintada a cor branca com barras azuis junto ao tecto que é comberto por telhas tipo regional na sua cor vermelho alaranjado natural.
A encimar o pequeno templo encontra-se uma cruz também em alvenaria igualmente pintada de branco localizada sobre a pequena torre sineira.